# Le Bouscat
Le Bouscat ist eine französische Stadt mit 24.262 Einwohnern (Stand 1. Januar 2022) im Département Gironde in der Region Nouvelle-Aquitaine. Sie gehört zum Arrondissement Bordeaux und zum Kanton Le Bouscat.

## Geographie
Le Bouscat liegt im nordwestlichen Vorortbereich von Bordeaux.

## Bevölkerungsentwicklung
| Jahr                       | 1962   | 1968   | 1975   | 1982   | 1990   | 1999   | 2009   | 2020   |
| Einwohner                  | 21.404 | 22.550 | 21.126 | 20.906 | 21.538 | 22.457 | 23.317 | 24.006 |
| Quellen: Cassini und INSEE |        |        |        |        |        |        |        |        |

## Verkehr
Die Stadt ist durch die Straßenbahnlinien C und D und Buslinien der TBC in das Netz des öffentlichen Nahverkehrs eingebunden. An den Autobahnring Bordeaux und damit an das französische Fernstraßennetz angeschlossen ist Le Bouscat durch die Anschlussstelle Nr. 7 der Autoroute A630.

## Sehenswürdigkeiten

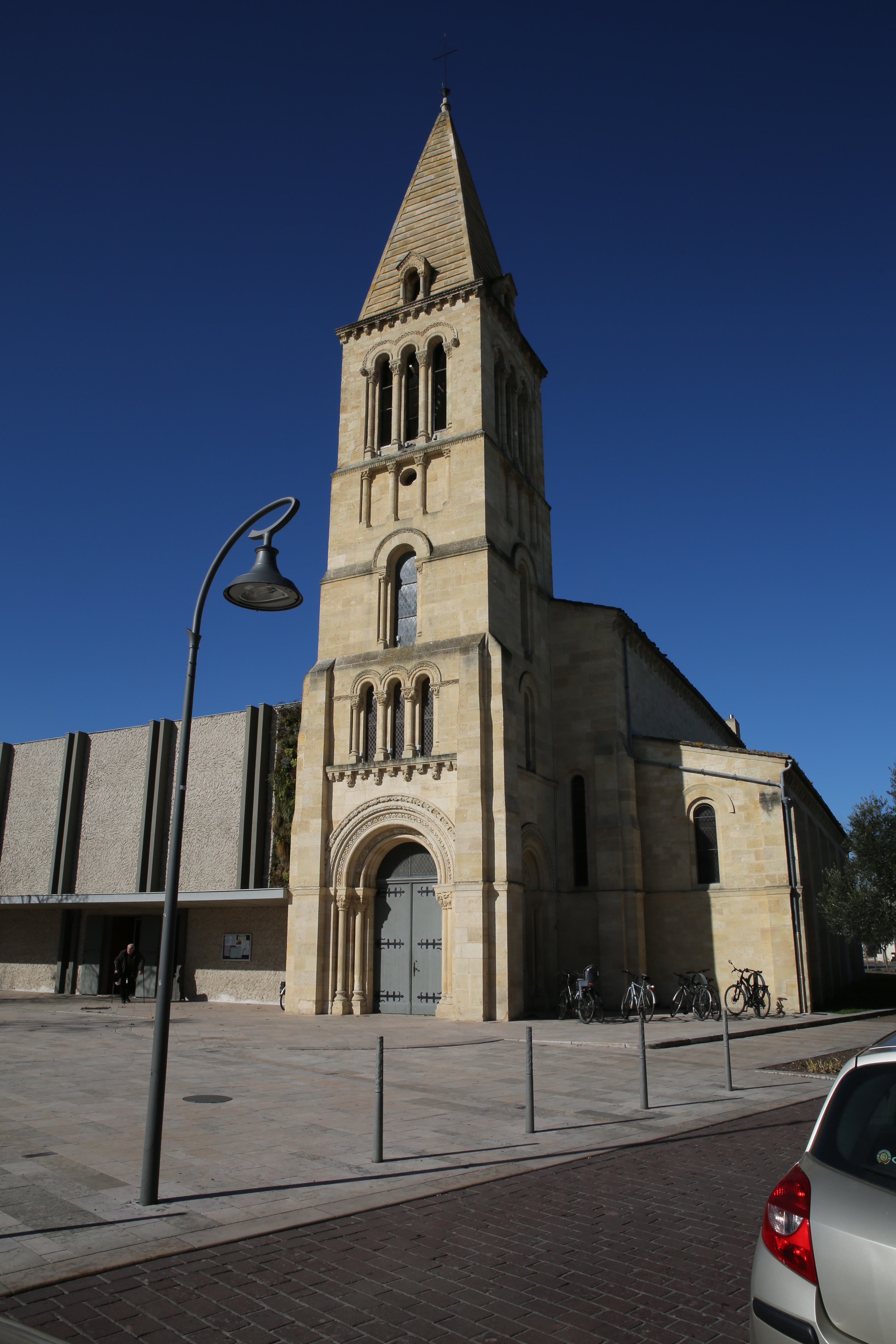
Kirche Sainte-Clotilde
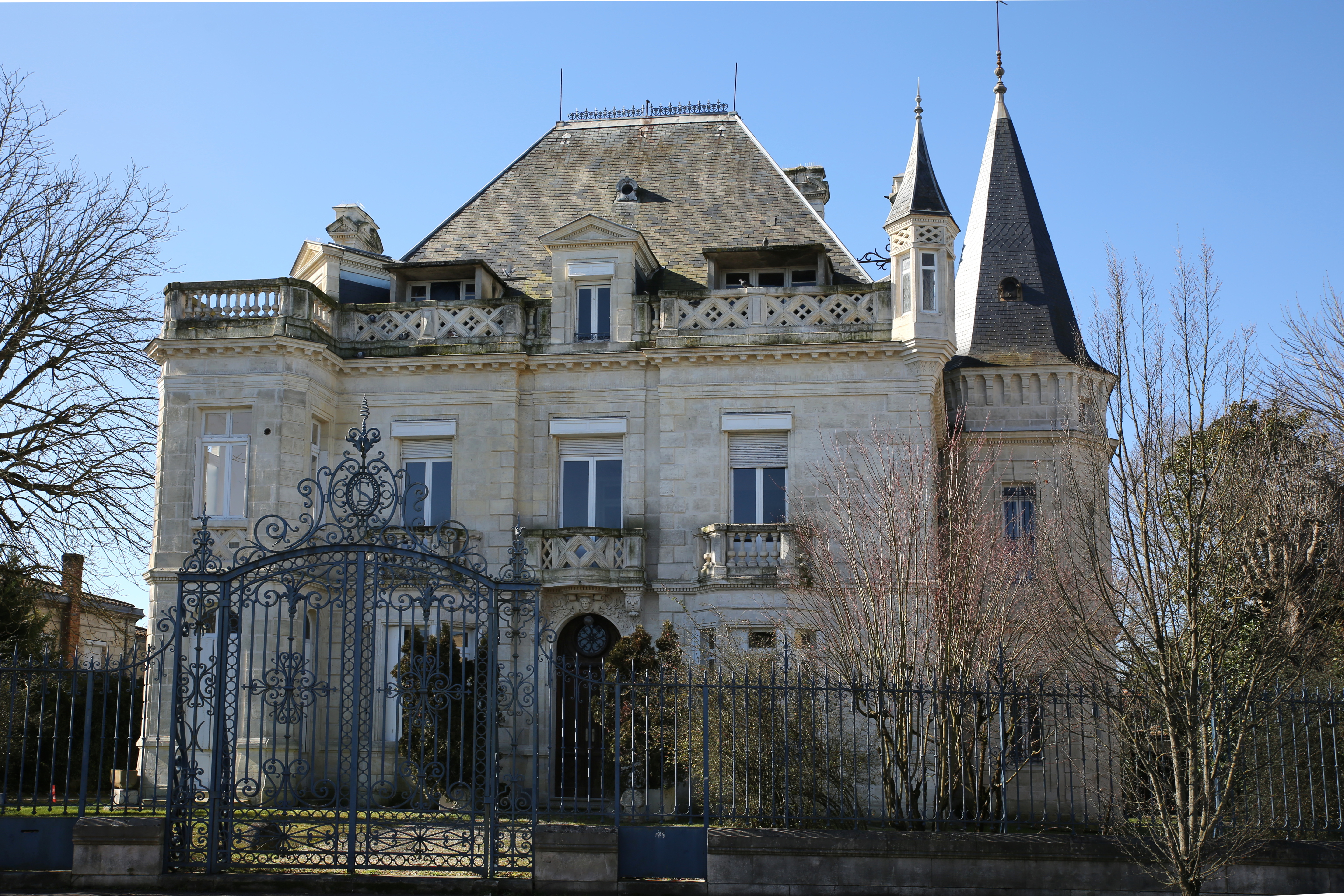
Schloss

- Kirche Sainte-Clotilde
- Schloss

## Städtepartnerschaft
- Arnstadt in Thüringen
- Glen Ellyn (USA)

## Persönlichkeiten
- Marthe Bray (1884–1949), Feministin
- Jean Camille Formigé (1845–1926), Architekt
- Pierre Malleveau (1889–1942), Autorennfahrer